# آرسن ونگر
آرسن چارلز ارنست ونگر OBE (OBE (تلفظ فرانسوی: [aʁsɛn vɛŋɡɛʁ]؛ زادهٔ ۲۲ اکتبر ۱۹۴۹) یک مربی و بازیکن سابق فوتبال فرانسوی است که در حال حاضر به‌عنوان رئیس توسعه جهانی فوتبال فیفا مشغول به کار است. او از سال ۱۹۹۶ تا ۲۰۱۸ سرمربی آرسنال بود، جایی که طولانی‌ترین و موفق‌ترین بازیکن تاریخ باشگاه بود. کمک او به فوتبال انگلیس از طریق تغییر در پیشاهنگی، تمرین بازیکنان و رژیم‌های غذایی، آرسنال را احیا کرد و به جهانی شدن این ورزش در سده بیست و یکم کمک کرد.
او دارای مدرک کارشناسی ارشد اقتصاد از دانشکده علوم اقتصادی و مدیریت دانشگاه استراسبورگ است و به شش زبان زنده دنیا اعم از فرانسوی، آلمانی، انگلیسی، اسپانیایی، ایتالیایی و ژاپنی مسلط است. وی در جوانی فوتبالیست متوسطی بوده‌است که معروفترین تیمش استراسبورگ است. در سال ۱۹۸۰ فوتبال را کنار گذاشت و به کار مربی‌گری پرداخت، بعد از چند دوره دستیاری در تیم‌هایی مانند استراسبورگ سال ۱۹۸۴ سرمربی تیم نانسی شد. سال ۱۹۸۷ سرمربی موناکو شد و طی هفت سال با این تیم درخشید (مربی سال فرانسه شد) سپس پیشنهاد بایرن مونیخ را رد کرد و در ژاپن مربی تیم ناگویا شد. او در سال ۱۹۹۶ در وسط فصل به آرسنال پیوست او این فصل را با سومی به پایان برد. او اکنون ریاست سازمان توسعه فوتبال فیفا را برعهده دارد.
وی در دومین فصل حضور در آرسنال ۱۹۹۷–۱۹۹۸ موفق به دبل و کسب هر دو جام لیگ و حذفی گردید و مربی سال جزیره گشت. در سال ۲۰۰۴ با قهرمانی در لیگ برتر انگلستان بدون حتی یک باخت، آرسنال را صاحب تنها جام طلایی تاریخ لیگ برتر ساخت. وی در سال ۲۰۱۸، پایان دوره ۲۲ ساله خود در آرسنال را اعلام نمود.

## افتخارات

### به‌عنوان بازیکن
AS Mutzig
- Coupe d'Alsace: 1971

Vauban
- Coupe d'Alsace: ۱۹۷۷
- Division d'Honneur (Alsace): ۱۹۷۷

استراسبورگ
- لیگ ۱: ۱۹۷۸–۷۹
- Coupe d'Alsace: 1980[۴]

### به‌عنوان مربی
موناکو
- لیگ ۱: ۱۹۸۷–۸۸
- جام حذفی فوتبال فرانسه: ۱۹۹۰–۹۱

ناگویا گرامپوس
- جام امپراتوری: ۱۹۹۵
- سوپر جام فوتبال ژاپن ۱۹۹۶

آرسنال
- لیگ برتر فوتبال انگلستان (۳): ۹۸–۱۹۹۷, ۰۲–۲۰۰۱, ۰۴–۲۰۰۳
- جام حذفی فوتبال انگلستان (۷): ۱۹۹۸, ۲۰۰۲, ۲۰۰۳, ۲۰۰۵, ۲۰۱۴, ۲۰۱۵, ۲۰۱۷
- جام خیریه انگلستان (۷): ۱۹۹۸, ۱۹۹۹, ۲۰۰۲, ۲۰۰۴, ۲۰۱۴, ۲۰۱۵, ۲۰۱۷